# واسط (الأفلاج)
واسط هو مركز من فئة (ب) يقع في محافظة الأفلاج، والتابعة لمنطقة الرياض في السعودية. يبعد المركز عن محافظة الأفلاج بمسافة تقارب (35) كم.

## السكان
بلغ عدد سكان واسط حسب تعداد 1431هـ/2010م (851) نسمة.